# En slemmig torsk
En slemmig torsk är en låt av punkbandet KSMB som ligger på deras första egna album, Aktion (1980). Den var en av bandets mest populära låtar tillsammans med Sex noll två, Klockan 8 och Jag är ingenting. 
Text och musik skrevs av gitarristen Johnny Sylvan, som även sjunger den. Sångarna Michael Alonzo och Stephan Guiance klagade på att låten var för snabb och det var svårt att sjunga. Johnny skulle visa Michael och Esteban hur man bär sig åt för att artikulera. Bandet beslutade sig för att behålla versionen med Johnny på sång.